# Хорошилов, Дмитрий Германович
Дмитрий Германович Хорошилов (род. 18 февраля 1985, Липецк) — российский футболист, игрок в пляжный футбол.
Воспитанник СДЮШОР липецкого «Металлурга». С 2002 года играл во второй команде клуба в первенстве ЛФЛ. В 2003—2004, 2006 годах сыграл за «Металлург» 26 матчей, забил один гол. В 2007 году играл во втором дивизионе за «Елец». На любительском уровне выступал за «Факел СтройАрт» Воронеж (2008), «Спартак» Геленджик (2011—2012).
В 2008—2009 годах в чемпионате России по пляжному футболу в составе клуба «Прогресс» Липецк сыграл 10 матчей, забил 15 голов. В 2016 году за сборную Липецкой области в отборочном турнире зоны «Черноземье» Кубка России в трёх играх забил 8 мячей.